# Смоляри (Гнезненський повіт)
Смоляри (пол. Smolary) — село в Польщі, у гміні Тшемешно Гнезненського повіту Великопольського воєводства.
Населення — 80 осіб (2011).
У 1975-1998 роках село належало до Бидгощського воєводства.

## Демографія
Демографічна структура станом на 31 березня 2011 року:
|          | Загалом | Допрацездатний вік | Працездатний вік | Постпрацездатний вік |
| -------- | ------- | ------------------ | ---------------- | -------------------- |
| Чоловіки | 43      | 11                 | 30               | 2                    |
| Жінки    | 37      | 12                 | 18               | 7                    |
| Разом    | 80      | 23                 | 48               | 9                    |